# Seznam apoštolských cest papeže Benedikta XVI.

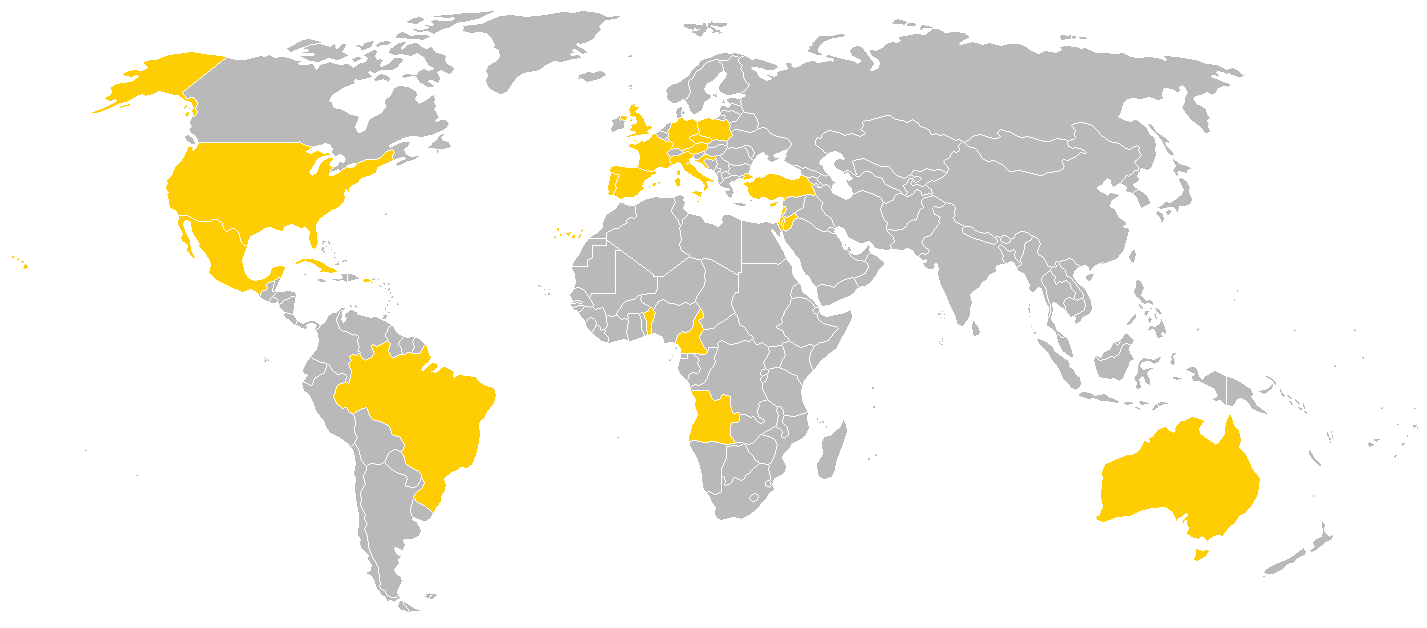
Mapa zemí, které navštívil Benedikt XVI.

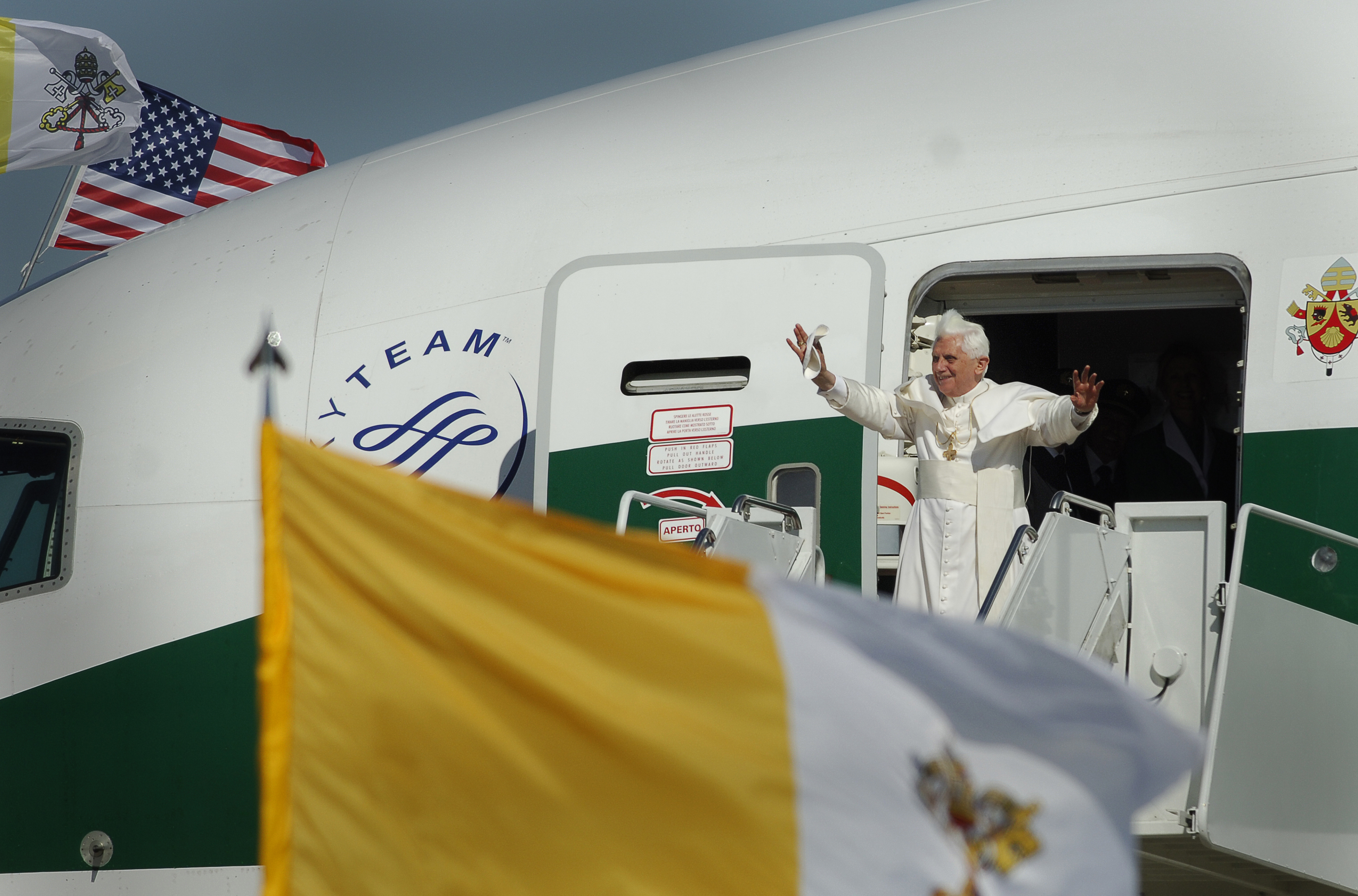
Papež Benedikt XVI. odlétá speciálně upraveným letadlem, které patří společnosti Alitalia, vlajkovému italskému dopravci.

Papež Benedikt XVI. byl ve svém poměrně vysokém věku velmi aktivním poutníkem do cizích zemí, podle vzoru svého předchůdce papeže Jana Pavla II.
Při většině svých cest se ve svých projevech věnoval otázkám, které hrají důležitou roli v navštíveném regionu, zejména v oblasti vzdělávání, morálky a duchovního života katolíků. Důležitým tématem byly také ekumenické otázky a vztah k nekřesťanským náboženstvím.

## 2005

### Německo I(18. srpna – 21. srpna 2005)
- Obrázky, zvuky či videa k tématu Světový den mládeže 2005 na Wikimedia Commons

Papež přicestoval do Německa, aby se 18. srpna zúčastnil 20. světového dne mládeže v Kolíně nad Rýnem. Setkal se s tehdejším prezidentem Horstem Köhlerem, německým kancléřem Gerhardem Schröderem, vůdkyní opozice Angelou Merkelovou a dalšími osobnostmi a navštívil známou kolínskou katedrálu. Navštívil také synagogu židovské obce v Kolíně nad Rýnem, která je nejstarší židovskou komunitou na sever od Alp. Papež Benedikt a jeho bezprostřední předchůdce Jan Pavel II. jsou jediní dva papežové, o kterých je od dob svatého Petra známo, že navštívili synagogu. Hovořil také se zástupci muslimské komunity a protestantské církve. 21. srpna sloužil mši svatou na letišti v Marienfeldu.

## 2006

### Polsko (25. května – 28. května 2006)

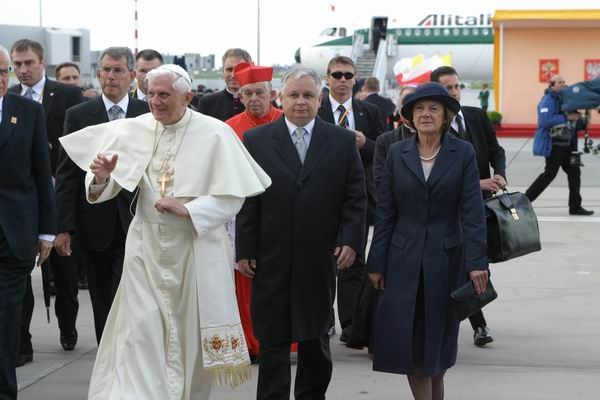
Benedikt XVI. po příjezdu do Polska

- Obrázky, zvuky či videa k tématu Benedikt XVI. v Polsku 2006 na Wikimedia Commons

Papež zahájil návštěvu dne 25. května těsně po 11. hodině na vojenském letišti Okęcie ve Varšavě. V průběhu své návštěvy často pronášel několik vět v polštině, kterou se naučil foneticky vyslovovat. Po uvítacím ceremoniálu přejel ve svém papamobilu do katedrály sv. Jana, kde se setkal zhruba s tisícovkou duchovních a pronesl k nim kázání. Potom se na oficiální návštěvě v prezidentském paláci sešel s polským prezidentem Lechem Kaczyńskim a později se zúčastnil setkání s představiteli různých náboženství. 26. května slavil na náměstí Pilsudského ve Varšavě mši svatou pod širým nebem a navštívil klášter Jasna Góra v Čenstochové, odkud odjel do Krakova. 27. května navštívil Wadowice, rodiště svého předchůdce, svatyni na Kalvárii Zebrzydowské, svatyni Božího milosrdenství v Łagiewnikách, katedrálu na Wawelu a oslovil mladé lidi shromážděné v parku Błonia v Krakově. Poslední den své návštěvy, v neděli 27. května, slavil mši svatou v parku Błonia pro asi 900 000 poutníků a později téhož dne se krátce pomodlil v bývalém nacistickém koncentračním táboře Osvětim-Březinka.

### Španělsko I(8. července – 9. července 2006)
Papež Benedikt navštívil Španělsko na žádost krále Juana Carlose a místních katolických biskupů. Zvláštním důvodem návštěvy byla účast na pátém světovém setkání rodin ve Valencii. Závěrečnou mši svatou slavil Svatý otec v místní Čtvrti umění a věd. Při bohoslužbě koncelebroval arcibiskup z Valencie, Agustín García-Gasco Vicente, který oslovil Svatého otce i shromážděné poutníky.

### Německo II (9. září – 14. září 2006)

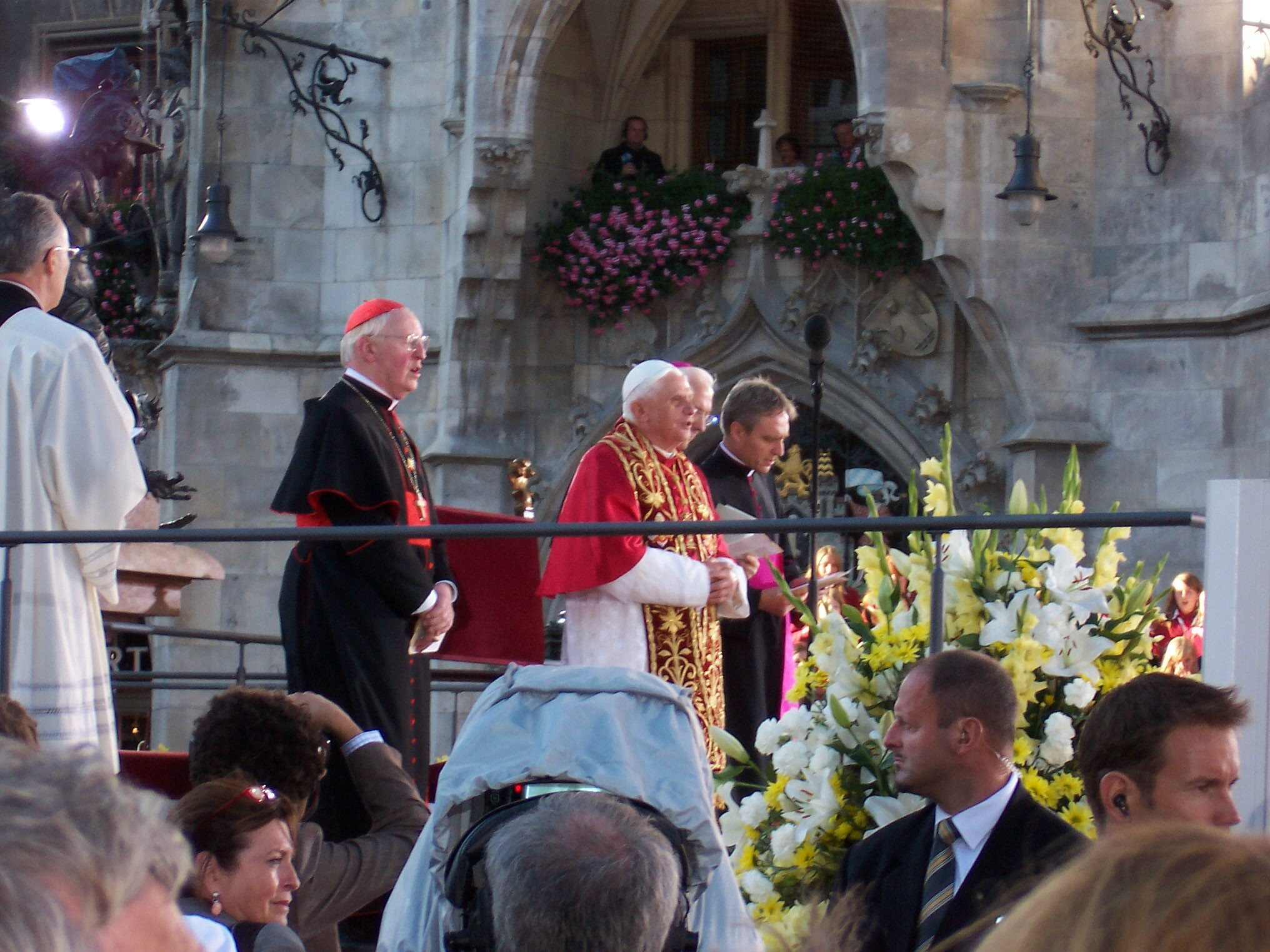
Modlitba před mnichovským dómem

- Obrázky, zvuky či videa k tématu Návštěva Mnichova 2006 na Wikimedia Commons

Papež navštívil Mnichov, Altötting, Marktl am Inn a Řezno, města ve svém rodném Bavorsku. Po příletu přivítali Benedikta XVI. na mnichovském letišti kancléřka Angela Merkelová a prezident Horst Köhler. Papamobilem projel Mnichovem, kde byl v letech 1977 až 1982 arcibiskupem. Na náměstí Marienplatz se pomodlil stejně jako před lety, kdy byl povolán do Říma papežem Janem Pavlem II. Mší svatých, které se konaly pod širým nebem v Mnichově a Řezně se zúčastnilo více než půl milionu věřících. Papež navštívil také Marktl am Inn, kde se narodil a byl pokřtěn. Jeden den strávil se svým starším bratrem, Mons. Georgem Ratzingerem. Navštívili hrob svých rodičů a strávili zbytek dne v bývalé rezidenci papeže Benedikta. Dům na předměstí Řezna je stále ve vlastnictví papeže.

### Turecko (28. listopadu – 1. prosince 2006)
Na pozvání Bartoloměje I., ekumenického patriarchy z Konstantinopole (Istanbulu), navštívil papež Turecko. Návštěva v převážně muslimské zemi byla nejprve zastíněna spory o přednášku, kterou přednesl před dvěma měsíci v Řezně během návštěvy Bavorska. Provázely ji nacionalistické a islámské demonstrace a bezprecedentní bezpečnostní opatření.
Po příletu na mezinárodní letiště Esenboğa v Ankaře byl dne 28. listopadu přivítán premiérem Recepem Tayyipem Erdoğanem, který odlétal na jednání summitu NATO. Poté navštívil Atatürkovo mauzoleum, setkal se s prezidentem Ahmetem Necdetem Sezerem, vedl rozhovory s Alim Bardakoğlem, ministrem pro náboženské záležitosti, a přijal pracovníky vatikánského velvyslanectví v Ankaře.
29. listopadu 2006 navštívil chrám Panny Marie v Efezu, kde sloužil mši svatou pod širým nebem. V Istanbulu se sešel k modlitbě a soukromému rozhovoru s ekumenickým patriarchou Bartolomějem I. v patriarchální bazilice svatého Jiří. Benedikt XVI. prohlásil, že jedním z hlavních cílů jeho pontifikátu je usmíření dlouhotrvajícího rozkolu mezi východní pravoslavnou a římskokatolickou církví.
Dne 30. listopadu 2006 se Benedikt XVI. zúčastnil slavení božské liturgie ze svátku svatého Ondřeje. Šlo o hlavní cíl jeho dlouho připravované cesty, který symbolizuje hledání usmíření mezi západním a východním křesťanstvím. Na znamení hledání cesty k jednotě obou církví podepsali oba představitelé společné prohlášení.
Dále papež navštívil chrám Božské moudrosti, původně největší kostel pravoslavné církve, který byl později přeměněn na mešitu a muzeum. Potom navštívil Modrou mešitu.
Během návštěvy vedl rozhovory s patriarchou Mesrobem II. Mutafyanem z Konstantinopole a patriarchálním vikářem Morem Filiksinosem Yusufem Çetinem, hlavami arménské a asyrské obce v Turecku. Setkal se také s Izákem Halevou a Hakhamem Bashim (vrchním zemským rabínem) z komunity sefardských Židů žijících v Turecku.
1. prosince zakončil Svatý otec svou návštěvu v římskokatolické katedrále Svatého Ducha. Po vypuštění bílé holubice symbolizující mír odhalil sochu papeže Benedikta XV. a slavil v katedrále mši svatou. V projevu na rozloučenou na istanbulském Atatürkově letišti papež řekl: „Část mého srdce zůstává v Istanbulu.“

## 2007

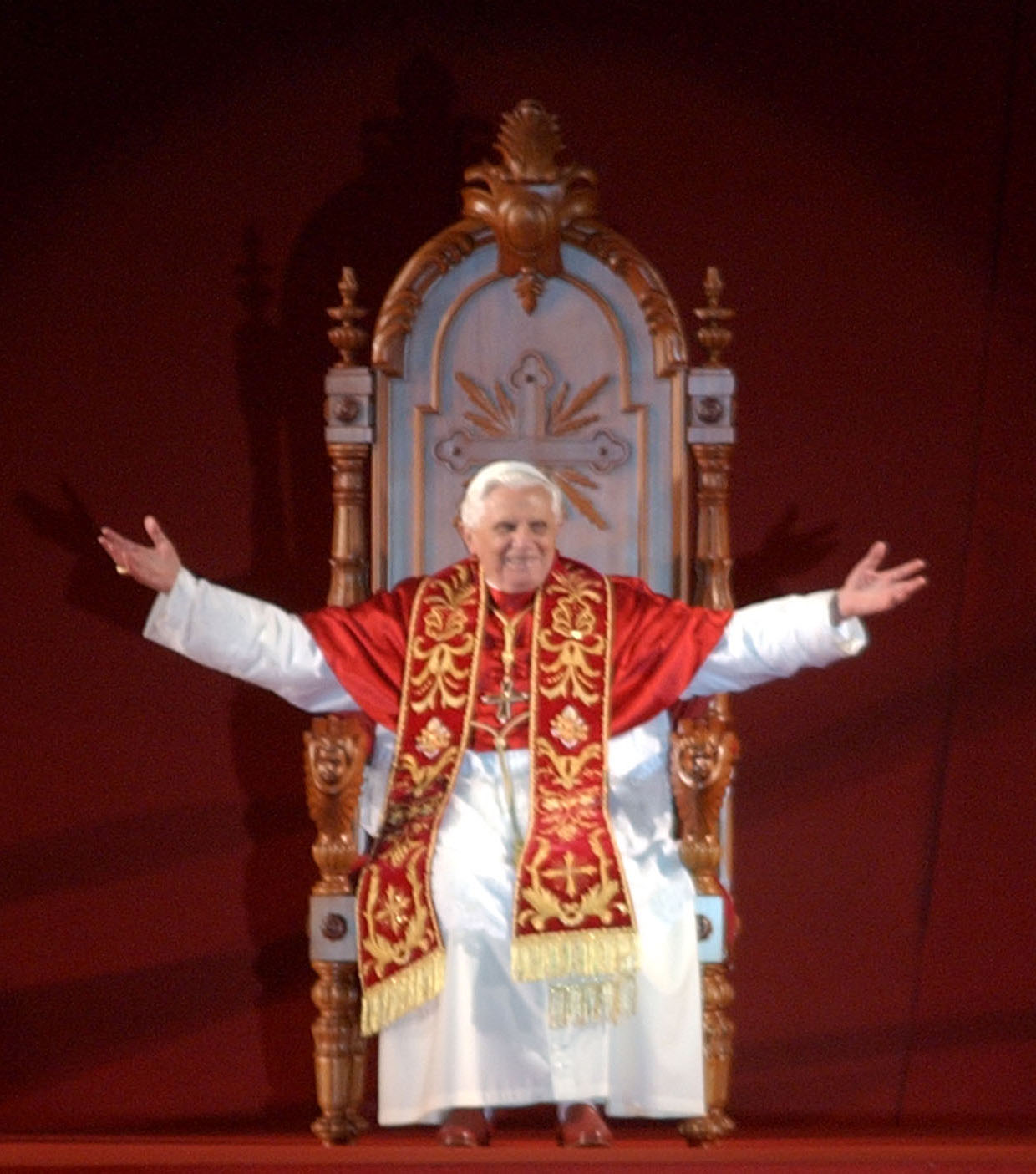
Papež při setkání s mládeží na stadionu Pacaembu v São Paulu, Brazílie.

### Brazílie (9. května – 13. května 2007)
V Brazílii papež navštívil svatyni Aparecida a São Paulo. Svou cestu využil ke kritice mexických zákonodárců, kteří legalizovali potraty. Nicméně ujistil, že ačkoli souhlasí s biskupy, kteří tvrdí, že mexičtí politici se svým činem „sami exkomunikovali“, nechystá se žádná formální exkomunikace těchto osob.
V Aparecidě se obrátil ke členům konference biskupů Latinské Ameriky. Během kázání odsoudil potraty a používání antikoncepce. Zároveň odsoudil negativní vlivy kapitalismu a také marxismu pro jeho ničivé účinky na hospodářství, státní správu a náboženství. Řekl také, že je důležité, aby se zabránilo v odchodu katolíků k protestantismu, ale aby se místo toho upevnilo jejich spojení s katolickou církví.
Při slavnostní mši svaté v São Paulu, které se zúčastnily stovky tisíc věřících, Benedikt XVI. svatořečil mnicha Antonia Galvãa, františkána, který žil v 18. století.

### Rakousko (7. září – 9. září 2007)
7. září 2007 přistál papež Benedikt XVI. na mezinárodním letišti ve Vídni, kde byl uvítán rakouským prezidentem Heinzem Fischerem a arcibiskupem Christophem kardinálem Schönbornem. Návštěva byla koncipována jako národní pouť do baziliky v Mariazell, rakouské národní svatyně. Během své třídenní návštěvy navštívil papež také klášter Heiligenkreuz a s vídeňským vrchním rabínem uctil v památníku památku 65 000 vídeňských Židů, kteří zahynuli v nacistických koncentračních táborech.

## 2008

### Spojené státy americké (15. dubna – 20. dubna 2008)

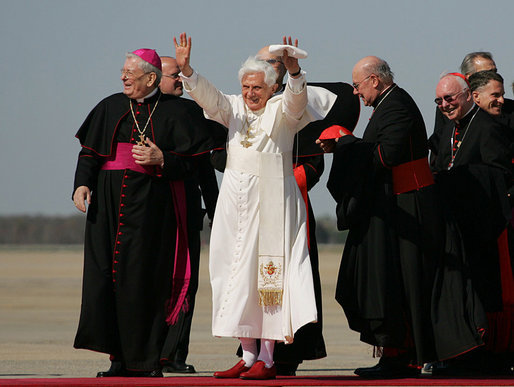
Papež Benedikt přilétá na leteckou základnu Andrews

- Obrázky, zvuky či videa k tématu Benedikt XVI. v USA na Wikimedia Commons

Návštěvu Spojených států zahájil Svatý otec dne 15. dubna 2008. Na vojenské letecké základně Andrews ve státě Maryland jej přivítal prezident George W. Bush s manželkou Laurou a dcerou Jennou. Byla to první papežská návštěva Benedikta XVI. ve Spojených státech a první návštěva papeže v USA od návštěvy Jana Pavla II. v St. Louis v roce 1999.
Během pobytu ve Spojených státech Svatý otec nejprve navštívil Washington, kde byl 16. dubna, v den svých 81. narozenin, slavnostně přijat v Bílém domě. Návštěvy Bílého domu se zúčastnilo více než 9000 pozvaných hostí, kteří si vyslechli papežovu promluvu. „Jedná se o jeden z největších uvítacích ceremoniálů, které se kdy v Bílém domě konaly,“ uvedla tisková mluvčí Bílého domu Dana Perinová. Podle odhadů lemovalo ulice města dalších 4000 lidí bez vstupenek.
Poté Svatý otec odcestoval do americké národní baziliky Neposkvrněného početí, kde promluvil ke katolickým kardinálům a arcibiskupům z USA.
Druhý den ráno, 17. dubna, slavil ve Státním parku mši svatou, které se zúčastnilo 47 000 lidí. Po mši svaté se soukromě setkal s některými z dětských obětí sexuálního zneužívání kněžími z bostonské diecéze.
Později téhož dne se papež obrátil k zástupcům amerických katolických univerzit a k americkým kardinálům, arcibiskupům, představitelům katolických škol a vybraným hostům z univerzitní obce v projevu na Katolické univerzitě USA, který věnoval roli katolické církve ve vzdělávání. (Univerzita byla založena Svatým stolcem a je provozována americkou katolickou církví.) Naposledy ji v roce 1979 navštívil papež Jan Pavel II. Po projížďce univerzitním areálem dorazil do Kulturního střediska papeže Jana Pavla II., kde se soukromě setkal se 150 předními představiteli nekřesťanských náboženství. Hovořil o otázkách jednoty napříč vyznáními ve prospěch míru a harmonie ve světě.
Poté odcestoval do New Yorku, kde přednesl projev před Valným shromážděním OSN. Jako historicky první papež na území Spojených států navštívil synagogu v New Yorku. V katedrále svatého Patrika potom slavil mši svatou. V homilii se dotkl i skandálu se sexuálním zneužíváním a modlil se za uzdravení způsobených ran. Poté se setkal s postiženými dětmi a jejich rodinami v semináři sv. Josefa, kde později oslovil shromáždění asi 25 000 mladých lidí, po kterém mu zazpívala hvězda americké soutěže American Idol Kelly Clarksonová, která vystoupila se Schubertovým „Ave Maria“.
Po skončení navštívil bývalé Světové obchodní centrum a modlil se na místě památníku Ground Zero. Svou druhou mši slavil na stadionu Yankees, před níž se na jeho počest uskutečnil koncert Harryho Connicka a jeho orchestru, Kima Burrella a dalších.
Během závěrečného projevu na Kennedyho letišti v „hangáru 9“ se rozloučil s hostiteli a nasedl na palubu papežského letadla.

### Austrálie (13. července – 21. července 2008)
- Obrázky, zvuky či videa k tématu Světový den mládeže 2008 na Wikimedia Commons

Papež se setkal s mladými lidmi z celého světa při příležitosti Světového dne mládeže 2008 v Sydney. Aby si zvykl na časový posun, odpočíval tři dny před zahájením setkání na utajeném místě, později bylo zveřejněno, že se jednalo o studijní centrum organizace Opus Dei v Kenthurst na předměstí Sydney. Obvyklými body programu Světových dní mládeže bylo přivítání mladými, křížová cesta, sobotní modlitební vigilie a závěrečná mše s účastníky setkání pod širým nebem na závodišti Randwick. Kromě toho se papež setkal i s oficiálními představiteli Austrálie, zástupci jiných náboženství a křesťanských církví, postiženými a zástupci církve.

#### Historická omluva
V katedrále Panny Marie v Sydney se 19. července 2008 papež historicky omluvil za sexuální zneužívání dětí katolickými kněžími v Austrálii. Před 3400 účastníky bohoslužby požádal o náhradu škody a trest pro ty, kdo se provinili tímto „zlem“: „Na tomto místě bych se rád zastavil a přiznal stud, který jsme všichni cítili v důsledku sexuálního zneužívání nezletilých některými duchovními a řeholníky v této zemi. Hluboce se omlouvám za bolest a utrpení způsobené obětem a ujišťuji je, že jako jejich pastýř přijímám také podíl na jejich utrpení.“ Papež dodal: „Obětem se musí dostat soucitu a péče a osoby zodpovědné za tato zla musí být postaveny před soud. Tyto přečiny představují závažné porušení důvěry a zaslouží si jednoznačné odsouzení. Žádám vás všechny, abyste svým biskupům poskytli podporu a pomoc a spolupracovali s nimi v boji proti tomuto zlu. Podpora bezpečnějšího a zdravějšího prostředí je zvláště pro mladé lidi naléhavou potřebou.“

### Francie (12. září – 15. září 2008)
- Obrázky, zvuky či videa k tématu Benedikt XVI. ve Francii 2008 na Wikimedia Commons

Papež Benedikt navštívil Paříž a setkal se s francouzským prezidentem Nicolasem Sarkozym. Potom odcestoval do Lurd v jihozápadní Francii u příležitosti 150. výročí zjevení Panny Marie. Venkovní mše v Paříži se zúčastnilo 250 000 lidí. Papež při ní odsoudil moderní materialismus – lásku světa k moci, majetku a penězům: „Nestvořil si náš moderní svět své vlastní modly? Nenapodobuje tak, možná nechtěně, pohany starověku tím, že odvádí člověka od jeho pravého cíle, totiž radosti z věčného života s Bohem? To je otázka, kterou si všichni lidé, jsou-li sami k sobě upřímní, musí nevyhnutelně klást.“

## 2009

### Kamerun a Angola (17. března – 23. března 2009)
V říjnu 2008 prohlásil papež Benedikt na oficiálním zakončení synodu biskupů, že by chtěl na jaře roku 2009 cestovat do Afriky. V Kamerunu zahájil setkání Africké biskupské konference. Diskuzi vyvolalo jeho prohlášení, že řešením krize AIDS v Africe nejsou kondomy, ale zodpovědné sexuální chování. Z Kamerunu odcestoval do Angoly, kde oslavil 500. výročí katolické přítomnosti v zemi. Při mši 21. března vyzval katolíky, aby se vydali obrátit věřící v čarodějnictví. Během setkání s mládeží ve stejný den byly dvě ženy ušlapány v davu k smrti.

### Jordánsko, Izrael a Palestinská území (8. května – 15. května 2009)
- Obrázky, zvuky či videa k tématu Benedikt XVI. v Izraeli 2009 na Wikimedia Commons

Papež přiletěl 8. května do jordánského Ammánu, kde zahájil svou cestu po Jordánsku, Izraeli a Palestinských územích. Během své návštěvy odsoudil popírání holocaustu a vyzýval ke spolupráci mezi Palestinci a Izraelci. Po papežově promluvě v Jeruzalémě převzal mikrofon Taysir Tamimi, předseda muslimského soudu šaría na Západním břehu Jordánu a v pásmu Gazy, a začal v arabštině kritizovat Izrael. Na Palestinských územích papež předal monumentální basreliéf Výhonek Jesse vyřezaný Czeslawem Dzwigajem jako dar pro kostel Narození Páně a lidem z Betléma.

### Česká republika (26. září – 28. září 2009)

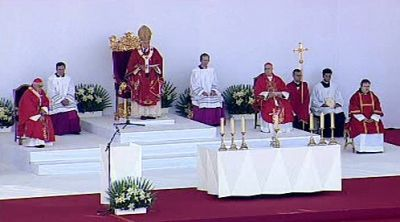
Mše svatá ve Staré Boleslavi

- Obrázky, zvuky či videa k tématu Benedikt XVI. v České republice 2009 na Wikimedia Commons

Papež Benedikt XVI. přijal pozvání českých a moravských biskupů a prezidenta Václava Klause k návštěvě České republiky. V Praze se setkal s řeholníky, akademickou obcí a představiteli církví. Na brněnském letišti v Tuřanech sloužil pontifikální mši svatou, které se zúčastnilo 120 000 věřících. Návštěvu zakončil setkáním s mládeží ve Staré Boleslavi při příležitosti svátku svatého Václava.

## 2010

### Malta (17. dubna – 18. dubna 2010)
Papež Benedikt XVI. navštívil Maltu v souvislosti s 1950. výročím ztroskotání svatého Pavla na Maltských ostrovech. Mezi hlavní události papežovy návštěvě patřilo papežovo setkání s prezidentem Malty a dalšími představiteli státu v prezidentském paláci ve Vallettě. Papeže pozdravily také děti shromážděné před palácem. Svatý otec navštívil také jeskyni svatého Pavla v Rabatu. V neděli koncelebroval mši svatou ve Florianě. V budově papežské nunciatury v Rabatu se později uskutečnilo neplánované setkání s oběťmi sexuálního zneužívání na Maltě. Během setkání měl papež Benedikt XVI. údajně slzy v očích. V odpoledních hodinách se papež přeplavil z přístavu v Kalkaře na nábřeží ve Vallettě, kde se zúčastnil setkání s mladou generací.

### Portugalsko (11. května – 14. května 2010)

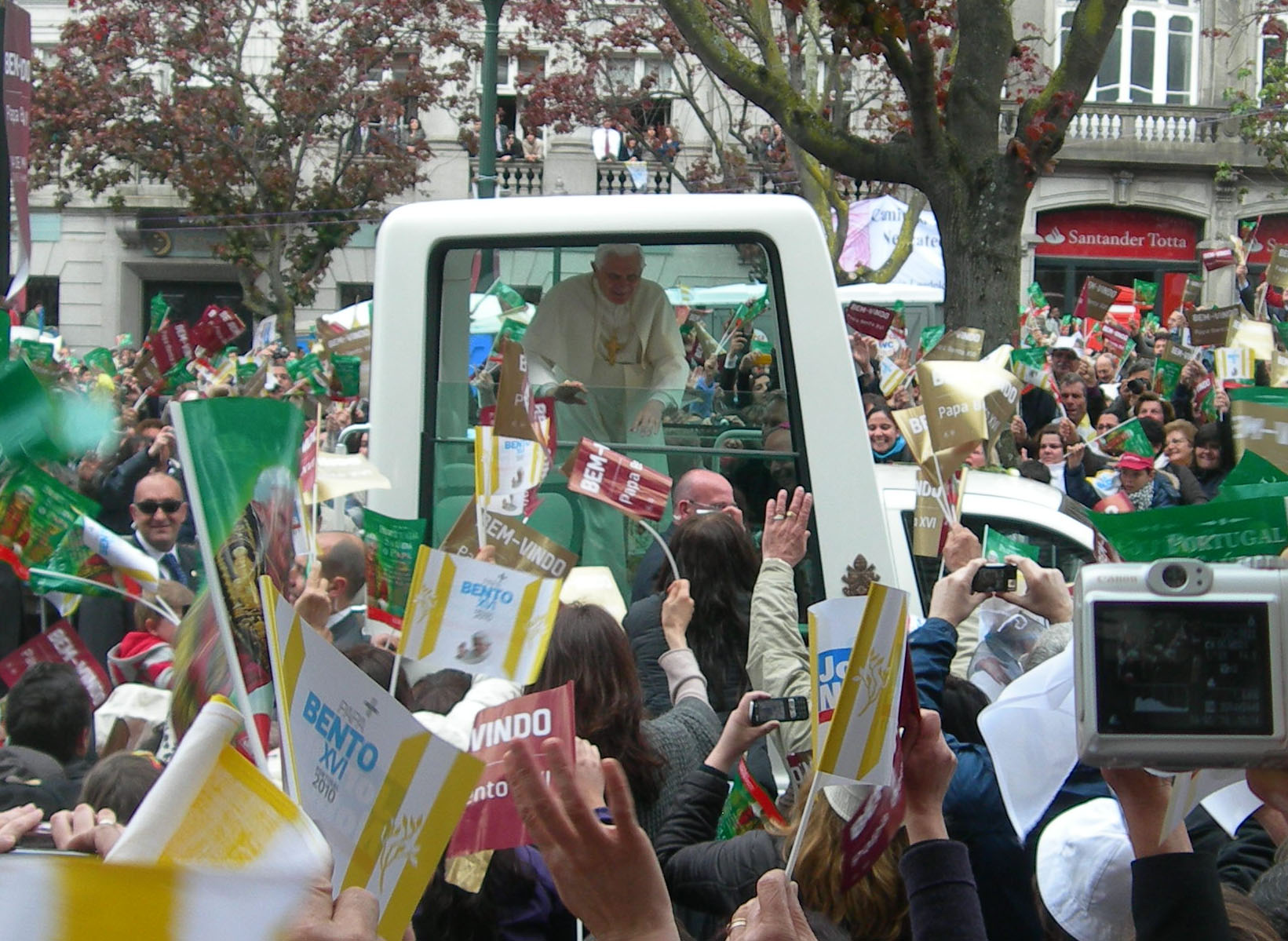
Papeže vítaly v Portugalsku tisíce lidí

- Obrázky, zvuky či videa k tématu Benedikt XVI. v Portugalsku 2010 na Wikimedia Commons

Hlavním cílem cesty papeže Benedikta XVI. do Portugalska byla svatyně Panny Marie ve Fátimě, kde 13. května sloužil mši svatou. Během cesty však navštívil také Lisabon a Porto. Počet poutníků při mši svaté ve Fatimě se odhaduje na 500 000.

### Kypr (4. června – 6. června 2010)
Papeže Benedikta XVI. přivítali prezident Dimitris Christofias a kyperský ortodoxní arcibiskup Chrysostomos II. na mezinárodním letišti Paphos. Benedikt XVI. představil biskupům „Instrumentum laboris“ (pracovní dokument) synodu pro Blízký východ, který byl zahájen následující říjen ve Vatikánu.

### Velká Británie (16. září – 19. září 2010)
Návštěva Velké Británie se uskutečnila na pozvání britské královny Alžběty II. a premiéra Gordona Browna. Jednalo se o historicky první státní návštěvu papeže ve Spojeném království. Návštěva byla zahájena ve skotských městech Edinburgh a Glasgow. V paláci Holyroodhouse se konalo oficiální setkání papeže a britské královny. Po přeletu do Londýna byl papežský program věnován setkání s akademickým světem a anglikánskou církví. Historickými okamžiky návštěvy se stalo setkání s arcibiskupem z Canterbury Rowanem Williamsem, setkání s britskými představiteli ve Westminsterském paláci a ekumenická bohoslužba ve Westminsterském opatství. Při nedělní mši svaté papež blahořečil kardinála Johna Henryho Newmana.

### Španělsko II (6. listopadu – 7. listopadu 2010)

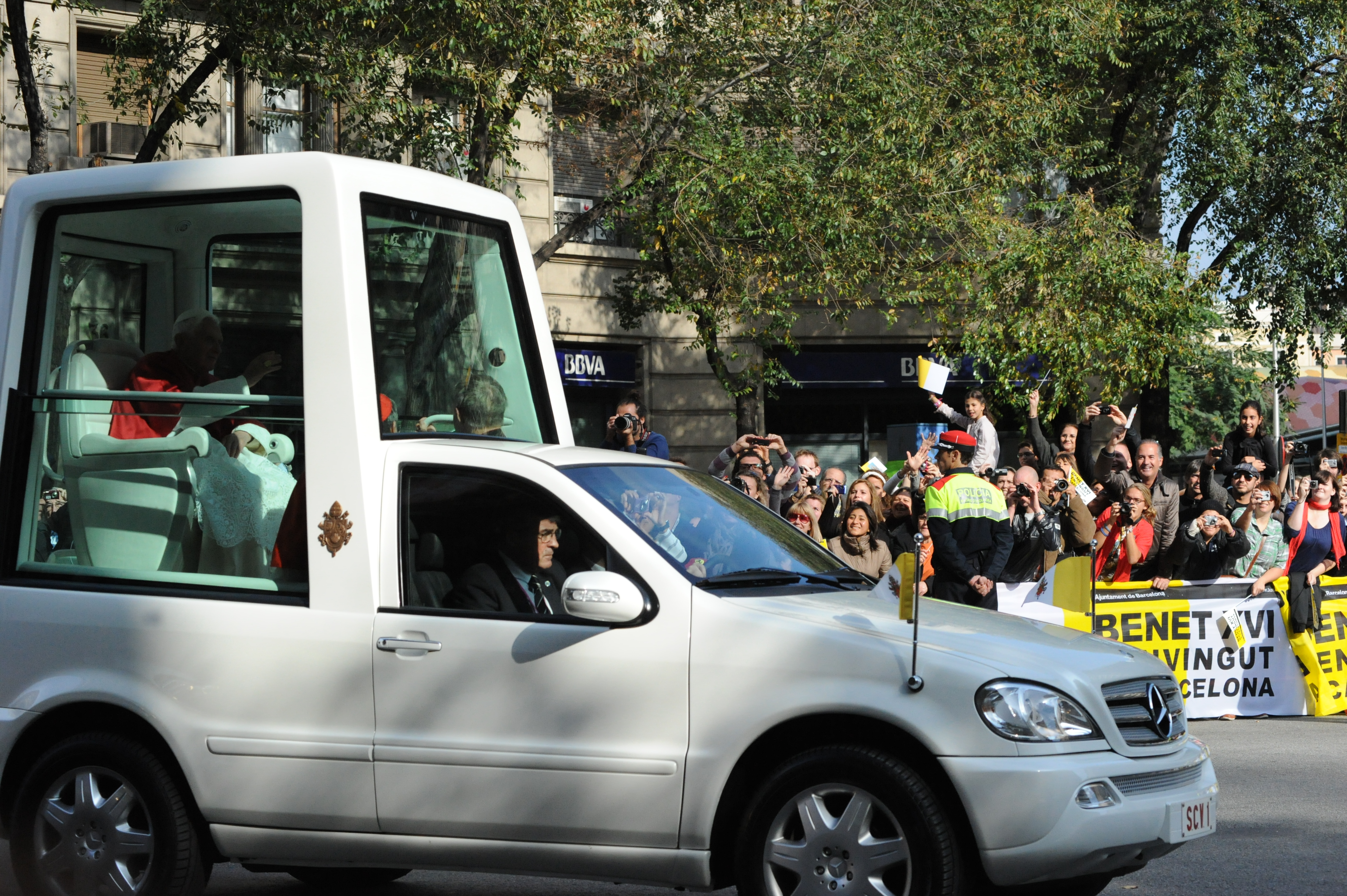
Papamobil projíždí ulicemi Barcelony

- Obrázky, zvuky či videa k tématu Benedikt XVI. v Barceloně 2010 na Wikimedia Commons

Papež Benedikt XVI. navštívil v listopadu dvě města ve Španělsku: Santiago de Compostela dne 6. listopadu při příležitosti svatého roku sv. Jakuba a Barcelonu, kde 7. listopadu vysvětil kostel Sagrada Família.

## 2011

### Chorvatsko (4.–5. června 2011)

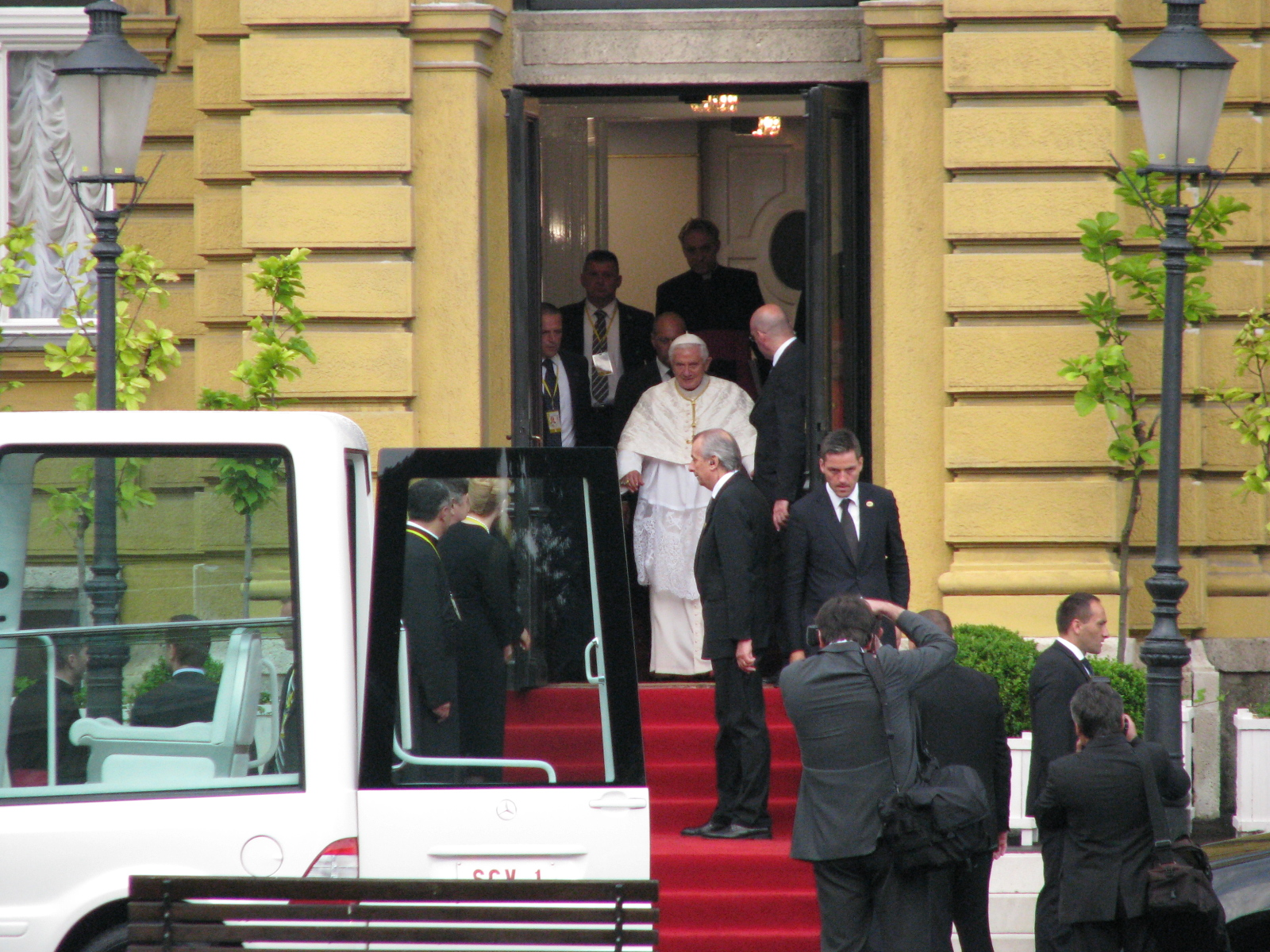
Papež Benedikt XVi. opouští budovu Chorvatského národního divadla v Záhřebu

- Obrázky, zvuky či videa k tématu Benedikt XVI. v Chorvatsku 2011 na Wikimedia Commons

Papež Benedikt XVI. navštívil Chorvatsko ve dnech 4. až 5. června 2011. V sobotu 4. června přistál na letišti v Záhřebu, odkud zamířil na setkání s prezidentem Chorvatské republiky Ivo Josipovičem v prezidentském paláci a posléze s předsedkyní vlády Jadrankou Kosorovou na apoštolské nunciatuře. V podvečer se setkal s představiteli společenského, politického, akademického, kulturního života a podnikateli, diplomaty a zástupci církví v Chorvatském národním divadle. Večer se zúčastnil modlitební vigilie s chorvatskou mládeží na náměstí Josipa Jelačiće. V neděli 5. června slavil mši svatou při příležitosti celonárodního dne chorvatských katolických rodin na záhřebském hipodromu, po které pronesl modlitbu Regina Caeli. Po obědě s chorvatskými biskupy se večer zúčastnil liturgie nešpor s biskupy, kněžími, řeholníky a seminaristy u hrobu bl. Alojzije Viktora Stepinace v katedrále Nanebevzetí Panny Marie a sv. Štěpána. Po ní návštěvu zakončil soukromým setkáním s kardinálem Josipem Bozanicem, záhřebským arcibiskupem, v jeho rezidenci.

### San Marino (19. června 2011)
V neděli 19. června 2011 odletěl Svatý otec helikoptérou na návštěvu San Marina, kde sloužil mši svatou na stadionu v Serravalle. Potom odjel do domu sv. Josefa ve Valdragone. Oficiální část návštěvy začala večer setkáním s představiteli San Marina a diplomaty. Po něm navštívil baziliku v San Marinu, odkud se helikoptérou přesunul do Pennabilli. Zde se večer setkal s mládeží diecéze San Marino - Montefeltro.

### Španělsko III (18.–21. srpna 2011)
Papež Benedikt navštívil španělský Madrid při příležitosti Světového dne mládeže 2011. První den návštěvy, čtvrtek 18. srpna, byl zahájen přivítáním na náměstí Plaza de Cibeles. V pátek 19. srpna se papež dopoledne setkal se španělským králem Juanem Carlosem v královské rezidenci Zarzuela, odkud odjel do kláštera El Escorial, kde na prvním nádvoří pozdravil mladé řádové sestry a v bazilice promluvil k mladým univerzitním profesorům. Večer se po oficiálním setkání s premiérem Zapaterem zúčastnil křížové cesty s mladými účastníky světového dne mládeže. V sobotu 20. srpna nejprve svatý otec vyzpovídal čtyři vybrané účastníky setkání, poté sloužil mši svatou pro seminaristy v katedrále Almudena a v arcibiskupském paláci poobědval se španělskými biskupy. Večer se nejprve setkal se členy přípravného výboru Světového dne mládeže, potom v institutu sv. Josefa s postiženými a nakonec se zúčastnil modlitební vigilie s mladými, přerušené prudkou průtrží mračen. Nedělní mši svatou sloužil na letišti Cuatro Vientos. Návštěva byla ukončena setkáním s dobrovolníky, kteří se podíleli na organizaci setkání.

### Německo III (22.–25. září 2011)

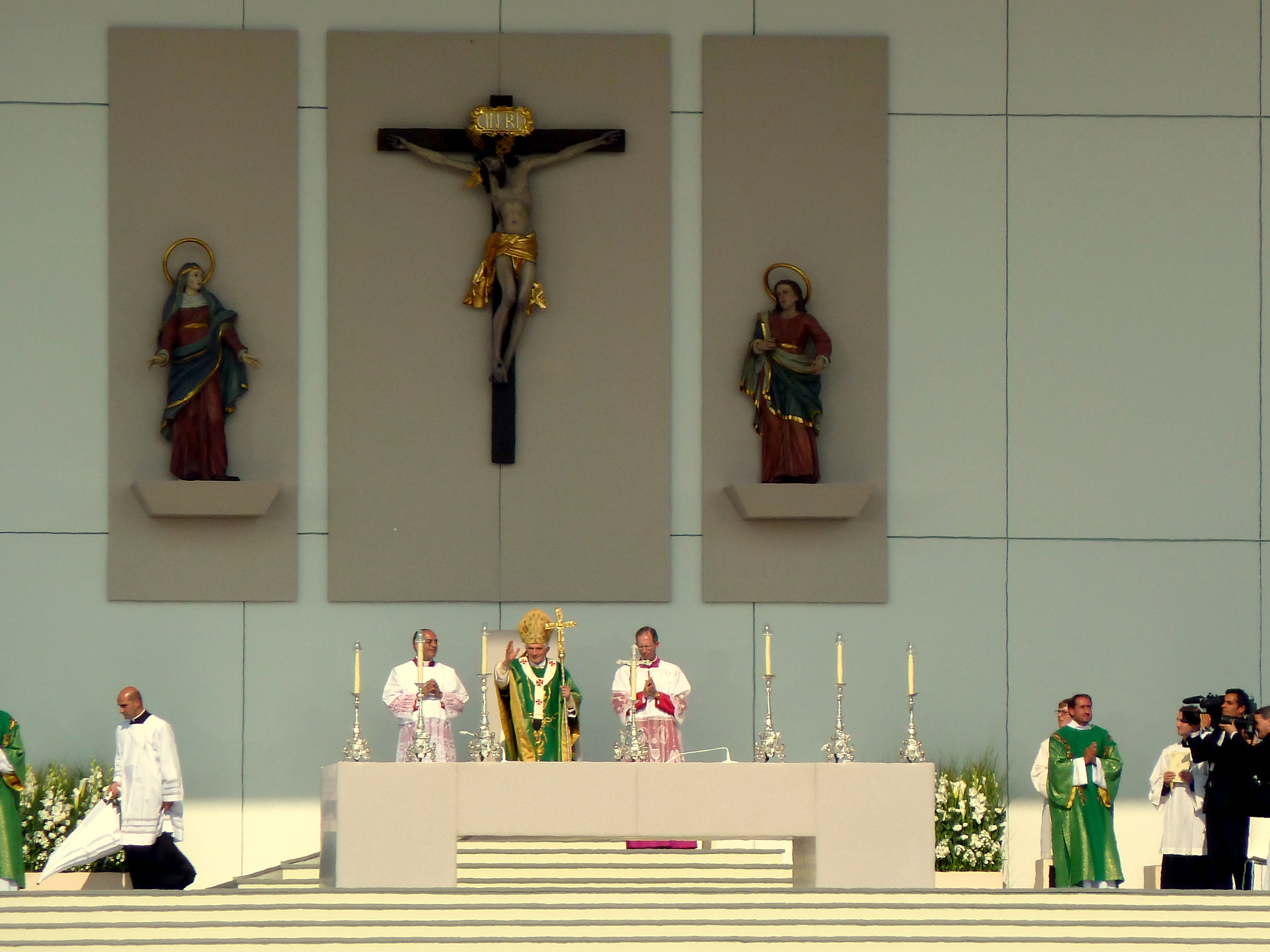
Mše svatá ve Freiburgu

- Obrázky, zvuky či videa k tématu Německo 2011 na Wikimedia Commons

Benedikt XVI. navštívil Berlín a diecézi Erfurt ve východním Německu a diecézi Freiburg na jihozápadě země. Jednalo se o první oficiální státní návštěvu v rodné zemi, při níž jej doprovázel německý prezident Christian Wulff a kancléřka Angela Merkelová. Podstatným rysem byla ekumenická a mezináboženská setkání, ať už šlo o setkání s německými evangelíky či pravoslavnými nebo zástupci místních židovských a muslimských společenství. Mše svaté sloužil papež na Olympijském stadionu v Berlíně, v Erfurtu a na letišti ve Freiburgu. Na poutním místě v Etzelsbachu se během mariánských nešpor setkal s živou komunitou místních věřících, která se zde udržela navzdory dvěma totalitním režimům. Na výstavišti ve Freiburgu se Benedikt XVI. připojil k modlitební vigilii mladých. Program ve Freiburgu doplnila setkání s německými křesťanskými politiky, členy křesťanských sdružení a bývalým německým kancléřem Helmutem Kohlem.

### Benin (18.–20. listopadu 2011)
Benedikt XVI. navštívil Benin, aby zde podepsal postsynodální exhortaci synodu pro Afriku. Po příletu navštívil místní katedrálu v hlavním městě Cotonou. Druhý den se v dopoledních hodinách setkal s prezidentem Yayi Bonim a státními představiteli Beninu a okolních zemí. Potom odcestoval do města Ouidah, kde se nejprve pomodlil u hrobu významného katolického kardinála Bernardina Gantina, který byl dlouholetým děkanem kolegia kardinálů a jeho osobním přítelem. Po setkání s kněžími, seminaristy a řeholníky podepsal postsynodální exhortaci Africae Munus. V podvečerních hodinách pozdravil v domově Misionářek lásky ve farnosti svaté Rity místní řeholnice a shromážděné děti. V neděli slavil mši svatou za účasti asi 40 000 lidí na Stadionu přátelství v Cotonou.

## 2012

### Mexiko a Kuba (23.–29. března 2012)
Benedikt XVI. navštívil Mexiko a Kubu. Šlo o jeho druhou cestu do Latinské Ameriky. Svůj úmysl oznámil během bohoslužby v den liturgické památky Panny Marie Guadalupské, patronky Latinské Ameriky.
Návštěva Mexika se konala od pátku 23. března do pondělí 26. března 2012. Navštívil zde provincii Guanajuato a dostalo se mu vřelého a velmi emotivního přijetí. Průvodcem mu byl mexický prezident Felipe Calderón. Papež podpořil jeho boj s mafií a vyzval mladé, aby se vyhýbali drogám.
Od pondělí 26. března do středy 28. března pokračoval ve své cestě návštěvou Kuby, kde ho přijal prezident Raul Castro. Hlavním cílem návštěvy byla oslava 400. výročí objevení milostného obrazu Panny Marie z Cobre, patronky Kuby, jíž se papež zúčastnil v Santiagu de Cuba. Odtud přeletěl do Havany, kde také sloužil mši svatou a kromě prezidenta Raula Castra se setkal i s jeho bratrem Fidelem Castrem. Papež návštěvy využil k žádosti o větší náboženskou svobodu mexické církve a podařilo se mu dosáhnout zařazení Velkého pátku mezi kubánské oficiální svátky.

### Libanon (14.–16. září 2012)
Benedikt XVI. navštívil tuto zemi ve dnech 14.–16. září 2012. V Bejrútu slavnostně podepsal a zveřejnil apoštolskou exhortaci ze zvláštního zasedání biskupské synody o Blízkém východě. Navštívil největší libanonské poutní místo v Harisse a setkal se se zástupci místních církví i představiteli islámu.

## 2020 – soukromá cesta po rezignaci

### Německo (18. až 22. června 2020)
Bez ohlášení a oficiálních ceremonií navštívil v červnu roku 2020 v německém Řezně svého těžce nemocného bratra Georga. Během soukromé návštěvy se zastavil u hrobu svých rodičů, v muzeu v bývalém bydlišti v Pentlingu a v řezenské katedrále. Německá biskupská konference požádala média i věřící, aby respektovali přísně soukromý ráz návštěvy a umožnili bývalému papeži, který se pohyboval na vozíčku, prožít tuto pravděpodobně poslední návštěvu svého bratra.